# 元杲
元杲（げんごう、延喜14年（914年） - 長徳元年2月27日（995年3月30日））は、平安時代中期の真言宗の僧。藤原京家の出身で、父は雅楽助藤原晨省。房号は真言房。延命院僧都とも称される。
勧学院（藤原氏の大学別曹または諸大寺院が建てた学校）に学んだ後、醍醐寺の元方に師事して出家、また一定（いちじょう）・明珍（みょうちん）らに学んだ。淳祐・寛空に灌頂を受け、安和元年（968年）内供奉十禅師・東宮護持僧となった。天元4年（981年）権律師、天元6年（983年）権大僧都に至った。真言宗の小野・広沢両流に詳しく「具支灌頂儀式」など多くの書物を著し、また祈雨法を修して霊験があったという。自伝として「元杲大僧都自伝」（続群書類従所収）を残している。